# Henry Hollingsworth
Henry Hollingsworth, född den 5 september 1997, är en amerikansk roddare.

## Karriär
Vid olympiska sommarspelen 2024 i Paris ingick Henry Hollingsworth i det amerikanska lag som tog brons i åtta med styrman.